# Vanguard TV3
Vanguard TV3, també anomenat Vanguard Test Vehicle Three va ser el primer intent dels Estats Units de llançar un satèl·lit artificial en una òrbita al voltant de la Terra.
En el seu llançament el 6 de desembre de 1957, a l'estació de les Forces Aèries a Cap Canaveral, l'accelerador es va iniciar i va començar a ascendir, però als dos segons el coet va perdre força i va caure a la plataforma de llançament. Els tancs de combustible van explotar. El coet va ser destruït i la plataforma de llançament molt danyada.
La causa exacta de l'accident no va ser determinada amb precisió, a causa de la manca d'instruments de telemetria.

## Projecte de construcció del satèl·lit
La història del projecte Vanguard TV3 té les seves arrels a l'Any Geofísic Internacional (IGY). Posar un satèl·lit en òrbita es va convertir en un dels principals objectius del IGY. Hi havia una compromís internacional perquè els científics units poguessin dur a terme estudis geofísics d'escala global. Al 1955, el president dels Estats Units Dwight D. Eisenhower va anunciar que els Estats Units llançarien satèl·lits petits en òrbita terrestre com a part de la participació dels Estats Units al IGY.

## Disseny del satèl·lit

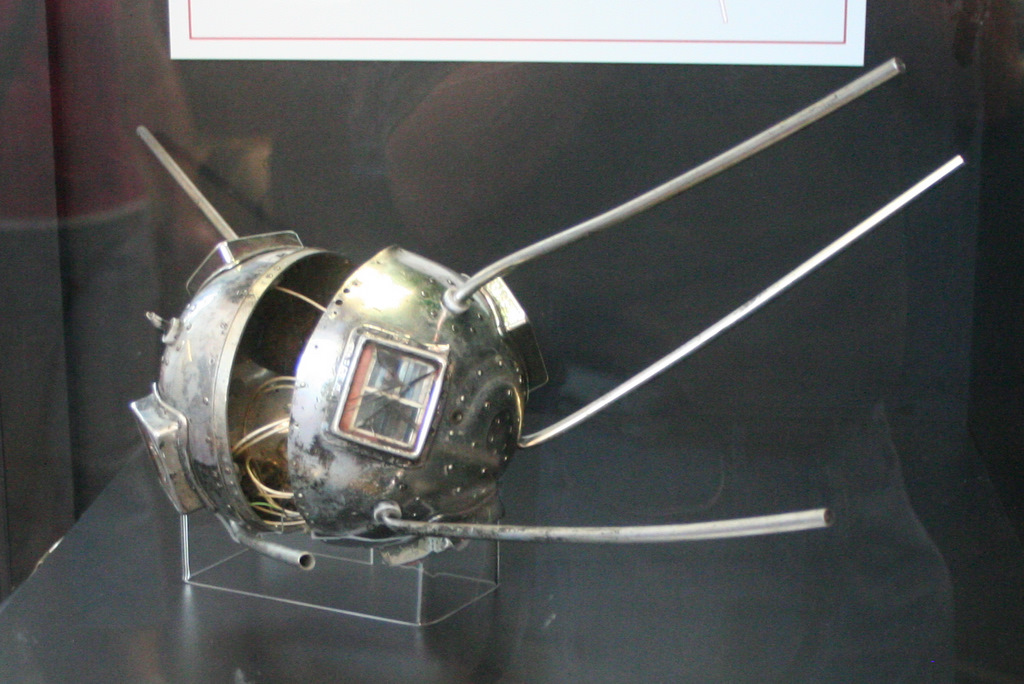
El satèl·lit TV3 exhibit al Museu Nacional de l'Aire i l'Espai, 2009

La càrrega del TV3 era molt semblant a la que després va portar el Vanguard 1. Era una petita esfera d'alumini, de 15,2 centímetres de diàmetre i una massa d'1,36 quilograms. Portava dos transmissors (un de 10 megawatts i una freqüència de 108 megahertz alimentat per una bateria de mercuri i un altre de 5 mW i 108.03 MHZ alimentat per sis panells solars). Sis antenes de radio muntades al cos del satèl·lit transmetien dades d'enginyeria i telemetria. També tenia dos termistors per mesurar les temperatures internes del satèl·lit. Malgrat que el TV3 va patir danys que el van impossibilitar tornar a emprar-se, encara estava transmetent després de l'incident.

## Disseny de la nau de llançament
El Vanguard TV3 va emprar un vehicle de llançament de tres etapes conegut com a Vanguard, dissenyat per enviar el satèl·lit en òrbita al voltat de la Terra. Els estabilitzadors van ser eliminats per reduir la resistència aerodinàmica. En el seu lloc, es va muntar un gran motor en juntes de Cardan perquè pogués girar i dirigir la seva força. Un sistema similar es va equipar en la segona i tercera etapa del coet.

## Reacció
Com a resultat del fracàs en el llançament, la cotització de les accions de la companyia Martin Company, principal contractista del projecte, van ser suspeses temporalment per la borsa de Nova York.
Els periòdics als Estats Units van publicar molts titulars burlant-se del fracàs, i fent jocs de paraules amb el nom del Spútnik, el satèl·lit que la Unió Soviètica havia posat en òrbita dos mesos abans.
Anàlisis posteriors han catalogat el fracàs com una humiliació i pèrdua de prestigi per als Estats Units, que s'havia presentat a si mateix com a líder mundial en ciència i tecnologia. El seu rival a la Guerra Freda, la Unió Soviètica, es va aprofitar d'aquesta situació. Uns dies després de l'incident, un delegat soviètic a les Nacions Unides va preguntar si els Estats Units estaven interessats en rebre ajuda destinada a "països subdesenvolupats".
Finalment, el projecte simultani Explorer 1 va tenir èxit dos mesos després, l'1 de febrer de 1958.